# Yuke Songpaisan
Yuke Songpaisarn (tiếng Thái: ยุกต์ ส่งไพศาล, phiên âm: Dúp Song-phai-san, sinh ngày 12 tháng 11 năm 1988) còn có nghệ danh là Son (สน), là một diễn viên, người mẫu và người dẫn chương trình người Thái Lan.

## Thông tin
Son bắt đầu sự nghiệp của mình từ một người mẫu chụp hình cho tạp chí và quảng cáo. Bộ phim đầu tiên anh tham gia là Đêm định mệnh cùng với nữ diễn viên Vill Wannarot Sonthichai đã tạo nên cơn sốt ở Thái Lan và một số nước châu Á với rating cao nhất 17. Son và Vill nhanh chóng trở thành cặp đôi được yêu thích nhất.
Năm 2013, Son cùng với nữ diễn viên Mo Monchanok đã đoạt giải thương nghệ sĩ được yêu thích nhất cho bộ phim Hai số phận tại Trung Quốc và đây cũng là một trong số những bộ phim truyền hình có rating cao nhất năm 2012 tại Thái Lan.
Bộ phim Cuộc chiến sắc đẹp do Son đóng vai nam chính là bộ phim Thái được yêu thích nhất năm 2015 tại Việt Nam. Bộ phim đứng đầu bảng xếp hạng trong số các bộ phim truyền hình ở Thái Lan trong 7 tuần liên tiếp.
Ngày 26 tháng 3 năm 2016, Son đến TP. HCM, Việt Nam để giao lưu nhân dịp hội chợ triển lãm hàng Thái tại công viên 23/9. Đây là chương trình giao lưu và biểu diển nhằm kỷ niệm 40 năm quan hệ hợp tác Việt - Thái.

## Các bộ phim đã từng tham gia

### Phim truyền hình
| Năm  | Tên phim                                  | Tên tiếng Việt                       | Vai diễn                | Đóng với                                            | Đài      | Kênh chiếu tại VN               |
| ---- | ----------------------------------------- | ------------------------------------ | ----------------------- | --------------------------------------------------- | -------- | ------------------------------- |
| 2008 | Kaew Lorm Petch                           | Đêm định mệnh                        | Cheewin                 | Wannarot Sonthichai                                 | CH5      | TodayTV                         |
| 2009 | Yark Yood Tawan Wai Tee Plai Fah 2009     | Công chúa và vệ sĩ                   | Namcheo                 | Punwarot Duaysienklao                               | CH5      | Let's Viet                      |
| 2010 | Malai Sarm Chai                           | Kiếp hoa buồn                        | Prince Direak-Ruj       | Phiyada Akkraseranee                                | CH5      | Let's Viet                      |
| 2011 | Reuan Pae 2011                            | Chuyện tình ven sông                 | Thiếu úy Chen           | Butsakon Tantiphana & Phakin Khamwilaisak           | CH5      | Let's Viet                      |
| 2012 | Likit Fah Cha Ta Din                      | Hai số phận                          | Fahkrajang              | Monchanok Saengchaipiangpen                         | CH5      | Let's Viet                      |
| 2012 | Sao Noi 2012                              | Tình khúc đảo thiên thần             | San / Siang             | Wannarot Sonthichai                                 | CH9      | HTVC Phim / BTV4                |
| 2013 | Hua Jai Rua Puang                         | Trái tim rẽ lối                      | Peet                    | Ornjira Larmwilai                                   | CH5      | Let's Viet                      |
| 2013 | Kaen Sanaeha                              | Mối hận cơ duyên                     | Chat                    | Patricia Tanchanok Good                             | CH3      | TodayTV                         |
| 2014 | Naruk                                     | Chuyện tình hoàng gia                | Patai                   | Keerati Mahapreukpong                               | CH5      | TodayTV                         |
| 2014 | Malee Rerng Rabum                         | Ngôi sao hiểu lòng anh               | Tongtaa                 | Patricia Tanchanok Good                             | CH3      |                                 |
| 2014 | Songkram Nang Ngarm                       | Cuộc chiến sắc đẹp                   | Kong Kiet               | Sarucha Pedrode                                     | OneHD    | TVStar - SCTV11                 |
| 2015 | Tawun Thud Burapah 2015                   | Nghịch chiến sinh tử                 | Burapah                 | Jintanutda Lummakanon                               | OneHD    | TVStar - SCTV11                 |
| 2016 | Duang Jai Pisut 2016                      | Trái tim trong sáng                  | Haht                    | Matira Tantiprasut                                  | CH3      |                                 |
| 2016 | We Were Born in the 9th Reign Series      | Phim tưởng nhớ đức vua Thái IX       | Rath Wiriyakit          | Monchanok Saengchaipiangpen & Wannarot Sonthichai   | OneHD    |                                 |
| 2017 | Tae Pang Korn 2017                        | Duyên nợ tiền kiếp                   | Than Chai Yai/Jilakhorm | Wannarot Sonthichai                                 | OneHD    | Zing TV (sub)                   |
| 2018 | Muang Maya Live The Series: Maya Ren Ruk  | Sóng gió hậu trường: Ảo vọng tình mờ | Don                     | Namthip Jongrachatawiboon                           | OneHD    |                                 |
| 2018 | Kahon Maha Ratuek                         | Án mạng kinh hoàng                   | คนส่งสาร                 | (khách mời)                                         | OneHD    | ZingTV (sub)                    |
| 2018 | Ded Pbeek Nang Fah                        | Đôi cánh thiên thần                  | Pathapee / Din          | Patricia Tanchanok Good                             | CH3      | T Zone Kites (sub)              |
| 2018 | Love at First Hate                        | Ghét rồi yêu luôn                    | Paniti / Dr. Pup        | Worranit Thawornwong                                | GMM25    | T Zone Kites (sub)              |
| 2019 | Sataya Tis Tarn                           | Lời thề nguyện                       | Pakin / Tod             | Diana Flipo                                         | CH3      |                                 |
| 2019 | The Stranded                              | Mắc kẹt                              | Bố của Kraam            |                                                     | Netflix  |                                 |
| 2020 | Leh Game Rak                              | Cuộc chiến tình yêu                  | Akkee / Seifer          | Esther Supreeleela                                  | PPTV     | VTVcab 5 - E Channel            |
| 2020 | Neth Mahunnop                             | Trái tim đại dương xanh              | Prompoom                | Esther Supreeleela                                  | OneHD    | VTV2                            |
| 2021 | The Prince Who Turns Into A Frog          | Hoàng tử ếch (ver. Thái)             | Kin / Tonnam            | Wannarot Sonthichai                                 | OneHD    | SCTV6 - FIM360                  |
| 2021 | Club Friday the Series 12: Ruk Tong Yaeng | Giành lấy tình yêu                   | Nai                     | Pattarasaya Kreursuwansiri & Sutatta Udomsilp       | OneHD    | NhýmLee (sub)                   |
| 2022 | Choam Choad                               | Vẻ đẹp ma mị                         | Wanpichit               | Atsadaporn Siriwattanakul & Pimprapa Tangprabhaporn | OneHD    | Review Lakorn (sub)             |
| 2023 | Fai Luang                                 | Đam mê lạc lối / Ngọn lửa ảo vọng    | Nopparuj                | Pimprapa Tangprabhaporn & Namthip Jongrachatawiboon | AmarinTV | Review Lakorn / Annie Cat (sub) |
|      | Patiharn Ruk                              |                                      | Chatchawin              | Fonthip Watcharatrakul                              | PPTV     |                                 |

### Phim điện ảnh
| Năm  | Phim            | Vai | Đóng với      |
| ---- | --------------- | --- | ------------- |
| 2019 | The Real Ghosts | Dol | Suzana Renaud |

### Sitcom
| Năm             | Phim    | Vai diễn |
| --------------- | ------- | -------- |
| 2012 - hiện nay | Pen Tor | Kunthep  |

### Concert
- Very Handsome Concert (2015)

### Quảng cáo
- ยาสีฟันซิสเท็มมา
- ทวิสตี้ช็อต รสฮอทด็อกกับซอสมะเขือเทศ
- มินิทเมด พัลพิ
- Tea Tree Kiss
- เดอะ ดิโพลแมท สาทร
- อิชิตัน ทัวร์เจแปนสุดหรู เคียงคู่ 40 ซุปตาร์